# The Global Fund
The Global Fund, voluit vertaald: het Wereldfonds voor de bestrijding van hiv/aids, tuberculose en malaria (FMSIDA), is een internationale organisatie met als doel "het einde van de epidemieën van aids, tuberculose en malaria te versnellen". 
De organisatie is een publiek-private samenwerking en werd in 2002 opgericht. Het is gevestigd in Genève, Zwitserland. Met de fondsen van deze organisatie wordt ongeveer een kwart van de programma's ter bestrijding van hiv en aids gefinancierd, evenals de meeste middelen ter bestrijding van tuberculose en malaria.     

## Country Coordinating Mechanism
The Global Fund heeft in diverse landen een Country Coordinating Mechanism (CCM). Deze houdt toezicht op en maakt beslissingen over de investeringen in die landen.